# Tramvajová smyčka Bílá Hora

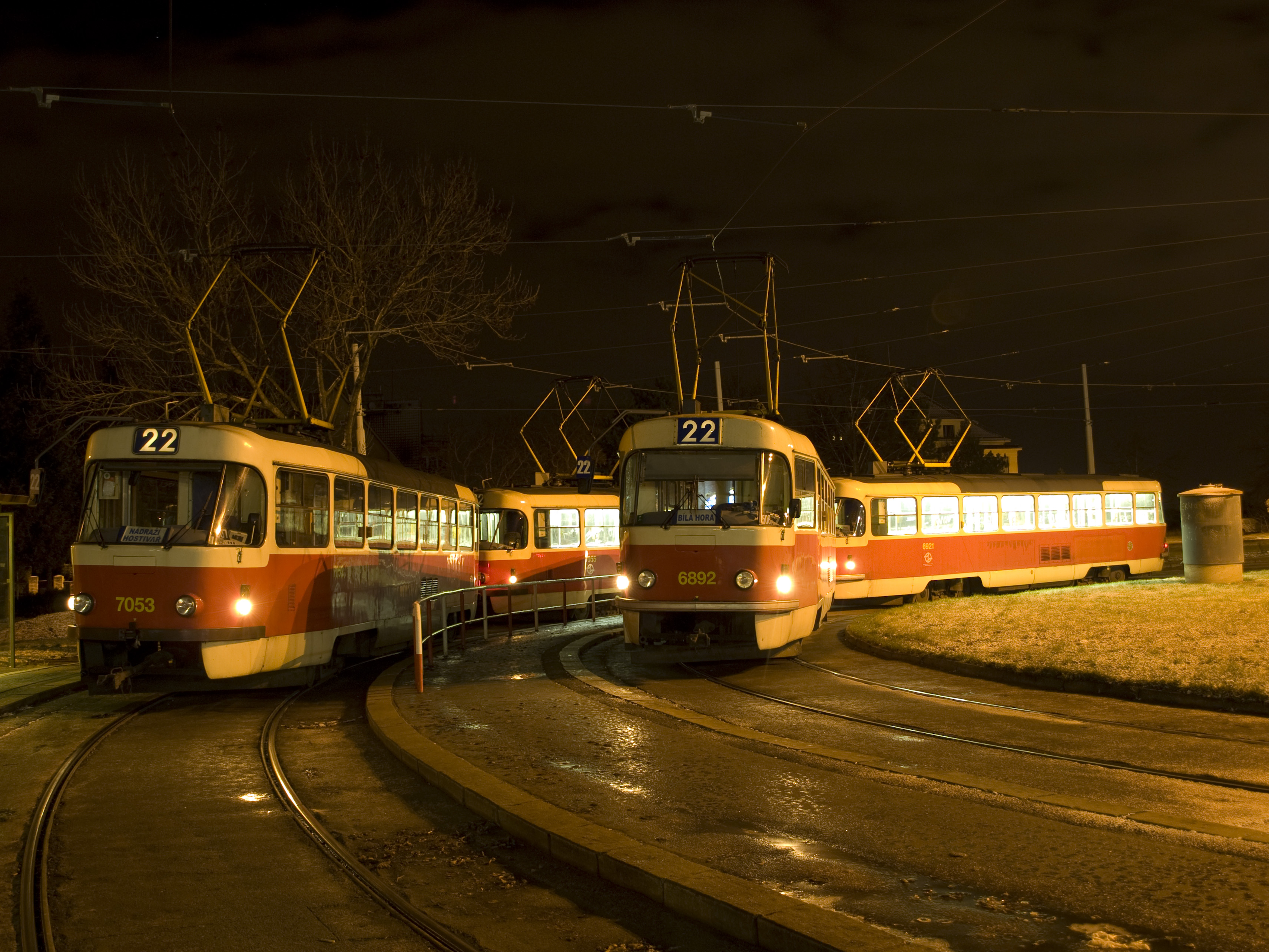
Dvojice vozů Tatra T3 a Tatra T3SUCS manipuluje ve smyčce Bílá Hora

Schéma smyčky Bílá Hora

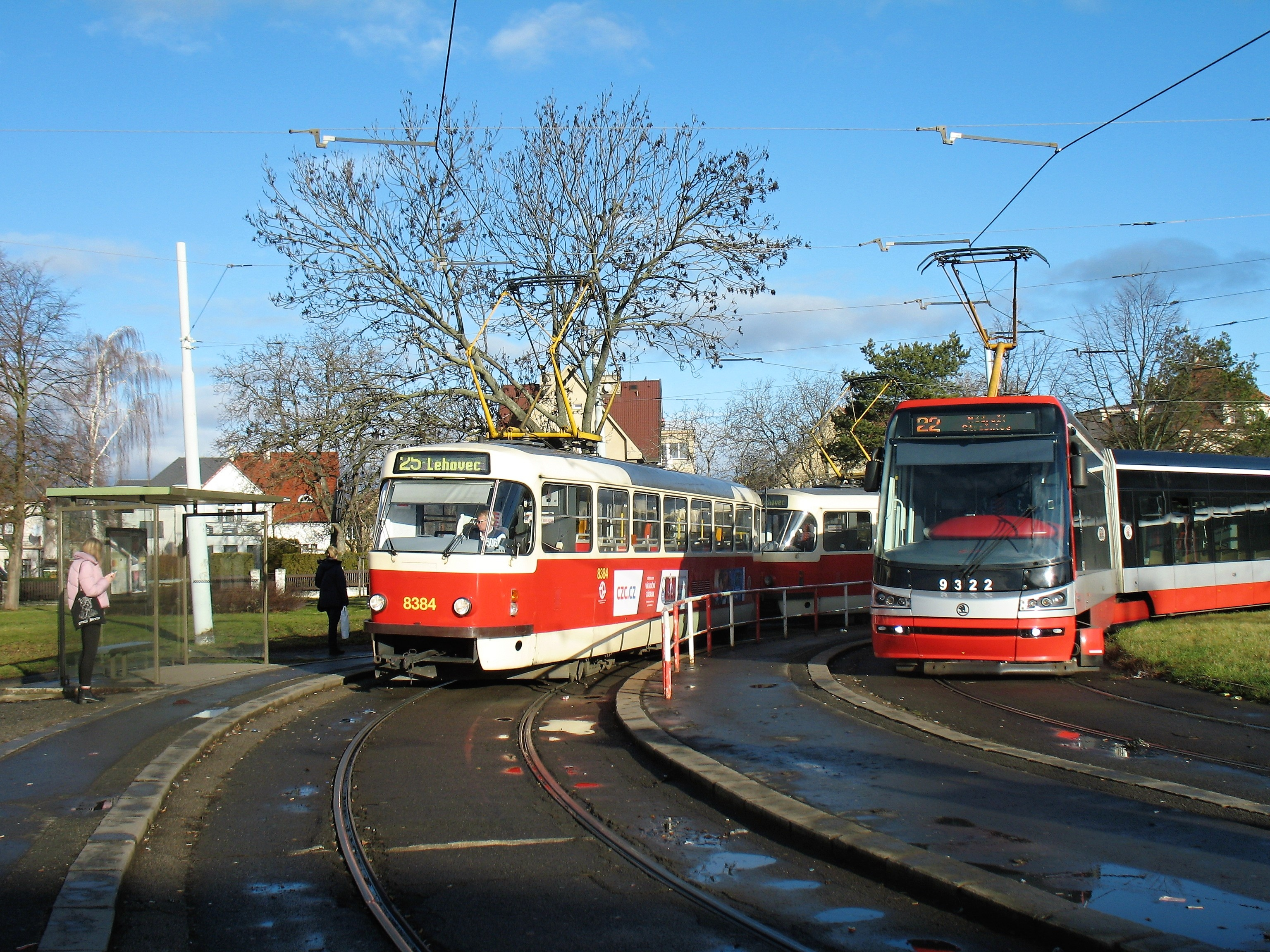
Nástupní zastávka Bílá Hora

Tramvajová smyčka Bílá Hora je hlavová tramvajová smyčka ležící v pražské tramvajové síti.
Smyčka leží na konci tramvajové tratě Chotkovy sady – Bílá Hora. Trať vede Karlovarskou ulicí, ze které se odpojuje doprava ve směru jízdy do smyčky. Smyčka je dvojkolejná s dvojicí nástupních a výstupních zastávek.
V běžném provozu byla v roce 2024 smyčka obsluhována linkami 22 a 25, v nočním provozu linkou 97.
Nedaleko smyčky se nachází poutní areál kostela Panny Marie Vítězné.